# Nguyễn Kim Sáu
Nguyễn Kim Sáu (sinh năm 1969) là Kiểm sát viên Viện kiểm sát tối cao người Thái Bình, Việt Nam. Ông hiện giữ chức vụ Vụ trưởng Vụ Kiểm sát việc giải quyết các vụ án hành chính, vụ việc kinh doanh thương mại, lao động và những việc khác theo quy định của pháp luật VKSND tối cao (Vụ 10), Viện kiểm sát nhân dân tối cao Việt Nam (VKSNDTC). Ông từng giữ chức vụ Phó Chánh thanh tra VKSNDTC; Vụ trưởng Vụ Kiểm sát và giải quyết đơn khiếu nại, tố cáo trong hoạt động tư pháp (Vụ 12), Vụ trưởng  Kiểm sát thi hành án dân sự VKSND tối cao (Vụ 11)
Tiểu sử
Từ ngày 1 tháng 6 năm 2013, Nguyễn Kim Sáu, Kiểm sát viên Viện kiểm sát nhân dân tối cao, Trưởng phòng, được Viện trưởng VKSNDTC bổ nhiệm giữ chức vụ Phó Chánh Thanh tra, VKSNDTC thời hạn 5 năm.
Từ ngày 15 tháng 4 năm 2016, Nguyễn Kim Sáu, Kiểm sát viên cao cấp, Phó Chánh Thanh tra Viện kiểm sát nhân dân tối cao (T1) được bổ nhiệm giữ chức vụ Vụ trưởng Vụ trưởng Vụ kiểm sát và giải quyết đơn khiếu nại, tố cáo trong hoạt động tư pháp Viện kiểm sát nhân dân tối cao (Vụ 12), VKSNDTC theo Quyết định số 14/QĐ-VKSTC ngày 07/4/2016 của Viện trưởng Viện kiểm sát nhân dân tối cao.
Năm 2018, Nguyễn Kim Sáu là Vụ trưởng Vụ Kiểm sát và giải quyết đơn khiếu nại, tố cáo trong hoạt động tư pháp (Vụ 12), VKSNDTC.
Từ ngày 1 tháng 4 năm 2019, Nguyễn Kim Sáu, Vụ trưởng Vụ Kiểm sát và giải quyết đơn khiếu nại, tố cáo trong hoạt động tư pháp (Vụ 12), VKSNDTC, được Viện trưởng Viện kiểm sát nhân dân tối cao Việt Nam điều động, bổ nhiệm giữ chức vụ Vụ trưởng Vụ Kiểm sát thi hành án dân sự (Vụ 11), VKSNDTC thay ông Nguyễn Văn Nông theo Quyết định số 16/QĐ-VKSTC ngày 22/3/2019.
Từ ngày 01/10/2024, ông giữ chức vụ Vụ trưởng Vụ Kiểm sát việc giải quyết các vụ án hành chính, vụ việc kinh doanh thương mại, lao động và những việc khác theo quy định của pháp luật VKSND tối cao (Vụ 10)